# 월트 디즈니 콘서트홀

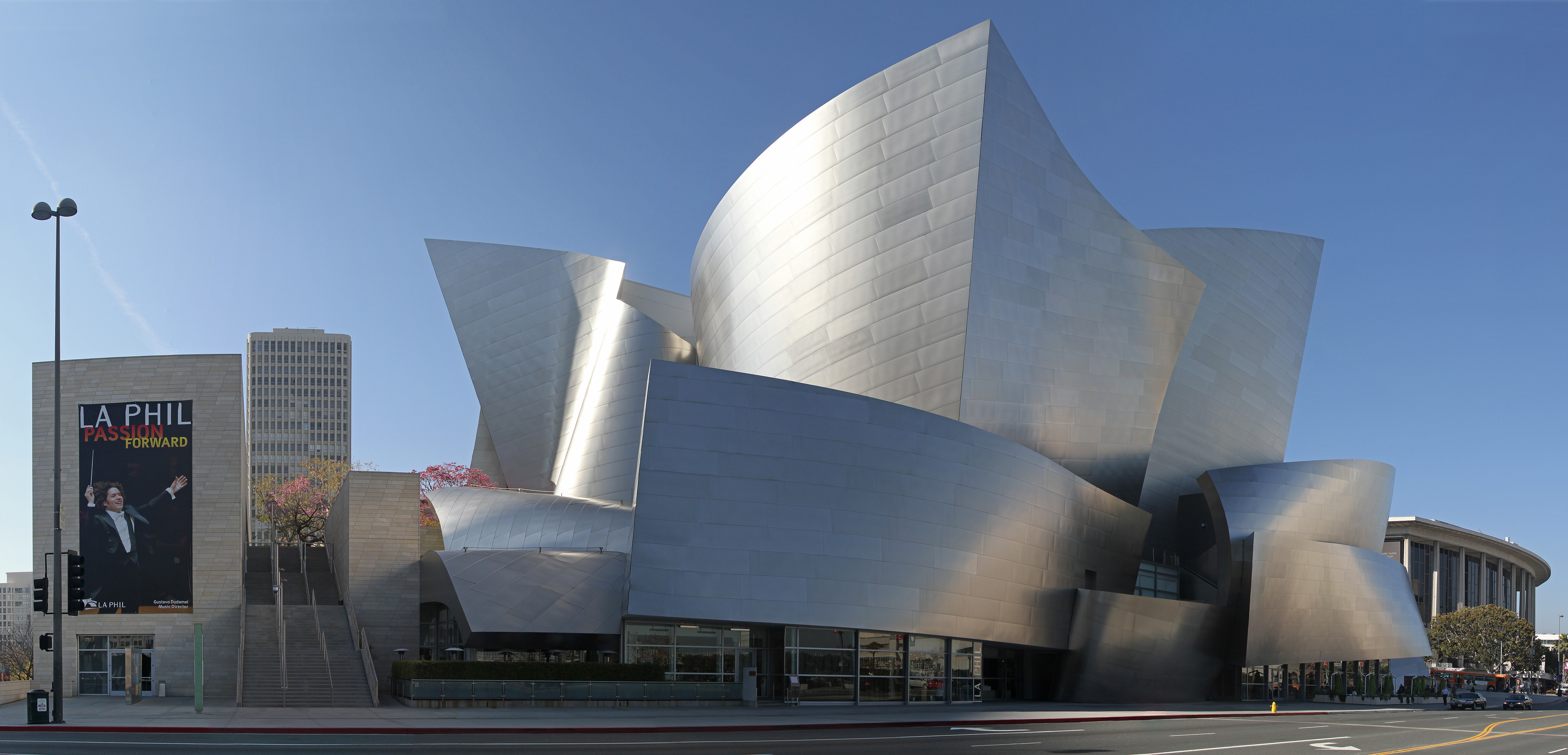
월트 디즈니 콘서트홀

월트 디즈니 콘서트홀(Walt Disney Concert Hall)은 로스앤젤레스 사우스 그랜드대로 111 로스앤젤레스 뮤직 센터에 있는 콘서트홀이다.

## 시련

### 재정적 어려움
월트 디즈니의 아내 릴리언 디즈니와 로스앤젤레스의 도시 내부 인사들의 기부금으로 완공될 수 있었다.
건축 비용의 부족으로 잠시 중단되었었다. 

## 외형
유명 건축가 프랭크 게리가 설계하였다. 
컨셉을 항해로 잡은 만큼 전체적으로 웅장하고 유려한 외관을 가졌으며 메인 출입로에서 건물을 바라보면 돛을 우뚝 세우고 항해를 시작하는 선박처럼 보인다. 
장미꽃을 모티브로 외관을 지었다.

## 같이 보기
- 빌바오 구겐하임 미술관